# Голос війни
"Голос війни: історії ветеранів" - художня книга, до якої увійшли твори 22 авторів, учасників бойових дій на сході України.
Книга стала результатом соціального проекту «Голос війни: школа публіцистики для ветеранів АТО», де протягом 2-х місяців писемній майстерності ветеранів навчали відомі українські письменники, блоґери та журналісти. 
До книги увійшло 29 унікальних текстів-спогадів про війну. Вік наймолодшої авторки – 22 роки, найстаршого – 55 років.
Серед учасників Школи чоловіки та жінки різних професій: піаніст, вчителька початкових класів, дизайнер, маркетолог, журналіст, військовий капелан, викладачі та волонтери.
Позивні 22 авторів художньої книги «Голос війни» - Буг, Піаніст, Музі, Доцент, Сколопендра, Аля, Кібер, Бухгалтер, Пес, Біжан, Лінза, Кіт, Хемінгуей, Скеля, Обама, Колумбет, Мангал, Капелан, Герман, Лора, Турист, Яр.
Редакторкою та упорядницею книги стала відома українська журналістка Леся Ганжа. Тексти в книзі супроводжуються глибокими фотоілюстраціями Юлії Кочетової-Набожняк.
Презентація книги відбулася 7 грудня 2017 року.
Підготовлено до друку ГО "Інтерньюз-Україна", наклад -1000 примірників.